# 聖羅克貢薩萊斯
聖羅克貢薩萊斯（西班牙語：San Roque González de Santa Cruz），是巴拉圭的城鎮，位於該國西南部，由巴拉瓜里省負責管轄，距離亞松森97公里，始建於1538年，面積293平方公里，2008年人口11,648，人口密度每平方公里40人。